# 广州北车辆段
广深铁路股份有限公司广州北车辆段，简称广州北车辆段，位于中华人民共和国广东省广州市白云区江高镇北辆路28号。

## 基本信息
广州北车辆段现有32个台位，其中段修台位26个，厂修台位6个，年检修能力段修12000辆，厂修750辆。目前，广州北车辆段主要负责韶关至深圳等地段货运列车的例检和站修。